# Vampire Chronicles
 (avril 2024).
Si vous disposez d'ouvrages ou d'articles de référence ou si vous connaissez des sites web de qualité traitant du thème abordé ici, merci de compléter l'article en donnant les références utiles à sa vérifiabilité et en les liant à la section « Notes et références ».
Vampire Chronicles (ヴァンパイア十字界, Vanpaia Jūji Kai) est un manga écrit par Kyo Shirodaira et dessiné par Yuri Kimura. Il a été prépublié dans le magazine Monthly Shōnen Gangan de l'éditeur Square Enix entre 2003 et 2007, et a été compilé en un total de neuf tomes. En France, le manga est publié en intégralité aux éditions Ki-oon.

## Résumé
Il y a un peu plus d'un millier d’années, les pouvoirs terrifiants de la reine des vampires, Adelheid, faillirent détruire le monde. Les humains menés par celle qu'on appelle le grand maître en énergie spirituelle, c'est-à-dire Maria Saberhagen aux croix infinies, l’emprisonnèrent en attendant d’être assez puissants pour lui ôter la vie. C’était sans compter sur le roi des vampires : depuis, il la cherche sans relâche et, pour elle, il a abandonné sa couronne et les siens. Hommes, dhampires (mi-hommes mi-vampires), tous cherchent à l’éliminer par peur du chaos qu’il pourrait déclencher. Depuis un millénaire, une guerre sans merci a lieu entre Rose-Red Strauss avec sa seule et unique alliée, Lætitia, et les dhampires menés par Bridget. Le roi vampire a également fort affaire face à son plus redoutable ennemie le cygne noir, un sortilège conçu par Saberhagen qui se réincarne dans le corps de chaque jeune femme à chaque nouvelle génération. Le roi vampire a beau les terrasser les unes après les autres, les pouvoirs du cygne noir augmentent à chaque génération, et il sait qu'un jour il sera définitivement vaincu.